# Anomalopsychidae
Anomalopsychidae  (лат.) — семейство ручейников подотряда Integripalpia. Около 30 видов.

## Распространение
Неотропика: Южная и Центральная Америка. Встречаются в горных районах от Коста-Рики на севере своего ареала до Чили и южной Бразилии на юге.

## Описание
Личинки встречаются в лесных и горных ручьях, в том числе в водопадах и порогах; строят домики из песчинок. Они питаются водорослями, вероятно, соскабливая их с камней, а также некоторыми мелкими организмами (перифитон), которые появляются на корнях водных растений. 

## Систематика
Семейство было выделено Флинтом (Flint, 1981) для двух чилийских видов, ранее включаемых в семейство Sericostomatidae: Contulma cranifer Flint и Anomalopsyche minuta Schmid. Это единственное семейство ручейников полностью эндемичное для Неотропического региона и включающее 26 видов (Holzenthal & Flint 1995, Holzenthal & Robertson 2006).
- Род Anomalopsyche Flint, 1967 [2]
  - Anomalopsyche minuta (Schmid, 1957) (synonym Anomalopsyche ocellata Flint, 1967). Чили. [3]
- Род Contulma Flint, 1969 [4] [5] : Неотропика. Две клады видов примерно по 10 видов каждая: spinosa  (Коста-Рика, Колумбия и Эквадор) и cranifer (Бразилия, Колумбия, Перу, Чили, Эквадор). Длина 4—8 мм.
  - Contulma adamsae Holzenthal & Flint, 1995 [6] — Перу.
  - Contulma bacula Holzenthal & Flint, 1995 [7] —  Эквадор.
  - Contulma boliviensis Holzenthal & Robertson, 2006 [8] —  Боливия.
  - Contulma caldensis Holzenthal & Flint, 1995 [9] —  Колумбия.
  - Contulma cataracta Holzenthal & Flint, 1995 [10] — Эквадор.
  - Contulma colombiensis Holzenthal & Flint, 1991 [11] —  Колумбия.
  - Contulma costaricensis Holzenthal &  Flint, 1995 [12] — Коста-Рика.
  - Contulma cranifer Flint, 1969 [13] — Чили. typus
  - Contulma echinata Holzenthal & Flint, 1995 [14] — Колумбия.
  - Contulma ecuadorensis Holzenthal & Flint, 1995 [15] —  Эквадор.
  - Contulma fluminensis Holzenthal & Robertson, 2006 [16] —  Бразилия
  - Contulma inornata Holzenthal & Flint, 1995 [17] —  Колумбия.
  - Contulma lanceolata Holzenthal & Flint, 1995 [18] —  Эквадор.
  - Contulma meloi Holzenthal & Robertson, 2006 [19] —  Бразилия.
  - Contulma nevada Holzenthal & Flint, 1995 [20] —  Колумбия.
  - Contulma papallacta Holzenthal & Flint, 1995 [21] — Эквадор.
  - Contulma penai Holzenthal & Flint, 1995 [22] — Эквадор.
  - Contulma sancta Holzenthal & Flint, 1995 [23] — Коста-Рика
  - Contulma spinosa Holzenthal & Flint, 1991 [24] — Колумбия.
  - Contulma talamanca Holzenthal & Flint, 1995 [25] — Коста-Рика.
  - Contulma tapanti Holzenthal & Flint, 1995 [26] — Коста-Рика
  - Contulma tica Holzenthal & Flint, 1995 [27] — Коста-Рика.
  - Contulma tijuca Holzenthal & Flint, 1995 [28] — Бразилия.
  -  Contulma tripui Holzenthal & Robertson, 2006 [29] — Бразилия.
  - Contulma valverdei Holzenthal & Flint, 1995 [30] — Коста-Рика.